# Hexacrobílids
Els hexacrobílids (Hexacrobylidae) eren una família de tunicats bentònics, l'única de l'ordre dels sorberacis (Sorberacea) i de la classe dels aspiraculats (Aspiraculata). En la revisió taxonòmica dels Tunicata del 2007, el nom Hexacrobylidae va ser declarat invàlid i els membres de la família es van incloure a la família Molgulidae dins la classe Ascidiacea.
S'alimenten d'invertebrats com els nematodes i els petits crustacis. Viuen exclusivament en aigües profundes i tenen una mida que va entre 2 cm i 6 cm de llargada. Són animals solitaris.

## Taxonomia
Ordre Aspiraculata
- Família Hexacrobylidae
  - Gènere Gasterascidia - acceptat com a Oligotrema Bourne, 1903
    - Gasterascidia lyra - acceptat com a Oligotrema lyra Monniot C. & Monniot F., 1973
    - Gasterascidia sandersi - acceptat com a Oligotrema sandersi (Monniot C. & Monniot F., 1968)

  - Gènere Hexadactylus - acceptat com a Asajirus Kott, 1989
    - Hexadactylus arcticus - acceptat com a Asajirus indicus (Oka, 1913)
    - Hexadactylus eunuchus - acceptat com a Asajirus indicus (Oka, 1913)
    - Hexadactylus ledanoisi - acceptat com a Asajirus ledanoisi (Monniot C. & Monniot F., 1990)

  - Gènere Oligotrema - actualment inclòs dins la família Molgulidae
    - Oligotrema lyra
    - Oligotrema psammites

  - Gènere Sorbera - acceptat com a Oligotrema Bourne, 1903
    - Sorbera unigonas -acceptat com a Oligotrema unigonas (Monniot C. & Monniot F., 1974)
    - Sorbera digonas - acceptat com a Oligotrema psammites Bourne, 1903